# Ruisseau de Saint-Pierre
Le ruisseau de Saint-Pierre, est un ruisseau français qui coule en région Occitanie, dans les départements de Tarn-et-Garonne et de la Haute-Garonne. C'est un affluent de la Garonne.

## Géographie
De 20,84 km de longueur, il prend sa source sur la commune de Pelleport dans la Haute-Garonne sous le nom de ruisseau du Boué puis prend le nom de ruisseau de Merdans et se jette dans la Garonne en rive gauche, sur la commune de Verdun-sur-Garonne en Tarn-et-Garonne.

### Départements et communes traversés
- Haute-Garonne : Pelleport, Thil, Larra, Launac, Grenade, Saint-Cézert.
- Tarn-et-Garonne : Aucamville, Verdun-sur-Garonne.

## Principaux affluents
- Ruisseau de Marguestaud : 23 km
- Ruisseau de la Reyre : 3 km
- Saoume : 7,2 km
- Ruisseau de Fontarrieu : 6 km
- Ruisseau de Bartasse : 4,8 km
- Ruisseau de Larrivet : 4,6 km